# Štěpánov (okres Olomouc)
Štěpánov (moravsky Ščepánov, německy Stefanau) je město v okrese Olomouc v Olomouckém kraji. Leží na Hané přibližně deset kilometrů severně od Olomouce, deset kilometrů východně od Litovle a šest kilometrů jihozápadně od Šternberka. Žije zde přibližně 3 600 obyvatel.
Katastrem města, které se skládá z několika dříve samostatných obcí, protékají řeky Morava a Oskava i říčka Sitka. Území města zasahuje též do chráněné krajinné oblasti Litovelské Pomoraví. Štěpánovem prochází železniční trať Česká Třebová – Přerov.

## Historie
První písemná zmínka o obci je v donační listině krále Přemysla Otakara I. z roku 1201, kterou Štěpánov daroval klášteru Hradisko. Postupně rozšiřovaná vesnice klášteru zůstala až do jeho zrušení roku 1784, poté ji spravoval státní náboženský fond, od kterého ji v roce 1826 odkoupil hrabě Filip Ludvík Saint Genois. Nepatřila mu ovšem dlouho, již v roce 1850 při vzniku obecních samospráv se ze Štěpánova stala samostatná obec v politickém a soudním okrese Šternberk.
Relativně velká obec, převážně českého charakteru, ale s německou menšinou, dosáhla značného rozvoje po roce 1842, kdy zde František Klein založil známé železárny. Důvodem bylo výhodné železniční spojení Vídeň–Olomouc–Praha, které poskytla tehdy budovaná Severní dráha císaře Ferdinanda. Ovšem za velké hospodářské krize v roce 1932 železárny svůj provoz ukončily.
V roce 1938 byl ve Štěpánově internační tábor pro henleinovce. V roce 1939 pak prostory bývalých železáren bratří Kleinů sloužily několik měsíců jako prostor koncentračního tábora (pojmenování převzato z dobového tisku) pro shromažďování především židovského obyvatelstva Olomouce a okolí před odsunem do dalších koncentračních táborů. V letech 1945–1946 se areál železáren naopak využíval pro internační tábor Němců v souvislosti s jejich pracovním začleněním a později odsunem.

## Obyvatelstvo
| Rok      | 1869  | 1880  | 1890  | 1900  | 1910  | 1921  | 1930  | 1950  | 1961  | 1970  | 1980  | 1991  | 2001  | 2011  | 2021  |
| -------- | ----- | ----- | ----- | ----- | ----- | ----- | ----- | ----- | ----- | ----- | ----- | ----- | ----- | ----- | ----- |
| Obyvatel | 2 692 | 2 656 | 2 695 | 2 897 | 2 813 | 2 960 | 3 203 | 2 427 | 2 746 | 2 647 | 4 200 | 3 312 | 3 329 | 3 274 | 3 389 |
| Domů     | 175   | 212   | 228   | 251   | 300   | 325   | 419   | 496   | 550   | 565   | 886   | 794   | 839   | 907   | 952   |

1. ↑  Údaje podle aktuálního vymezení obce (1960 připojeny Březce, 1974 Moravská Huzová, 1976–1990 Liboš).
2. ↑  Z toho 2 794 osob národnosti československé, 384 německé a 25 ostatních.[10]

## Městská správa
Dne 22. července 2020 se Štěpánov stal městem.

### Části města
- Štěpánov (něm. Stefanau nebo Stephanau)
- Březce (něm. Bresetz)
- Moravská Huzová (něm. Mährisch Hause); zahrnuje také vesnici Stádlo (něm. Staadl) a osadu Benátky (něm. Benatek)

Součástí města jsou i Hutě, ačkoli nejde o evidenční část obce. Je to původně dělnická kolonie a nachází se mezi dřívějšími železárnami, vlakovým nádražím a částí Březce.
Březce byly ke Štěpánovu připojeny v roce 1960, Moravská Huzová i se Stádlem a Benátkami roku 1974. Od roku 1976 byla součástí obce také Liboš, ta se však koncem roku 1990 opět osamostatnila.

### Městské symboly
Znak a vlajka byly městu uděleny rozhodnutím předsedy Poslanecké sněmovny Parlamentu České republiky dne 9. prosince 1996.

## Pamětihodnosti
Ve Štěpánově jsou tři kostely:

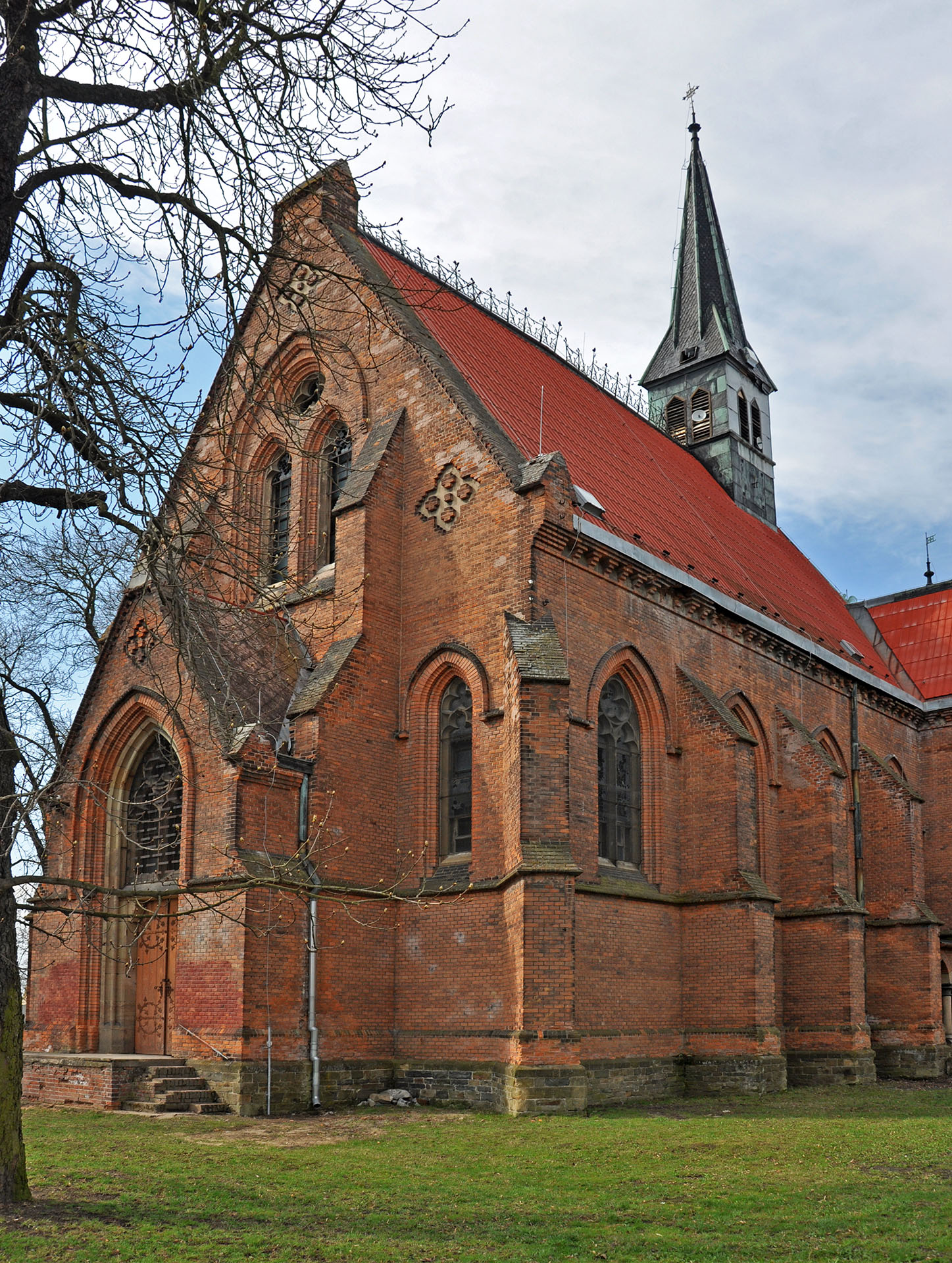
Kostel sv. Barbory

- římskokatolický farní kostel sv. Vavřince, barokní, postaven v letech 1772–1787
- německý kostel sv. Barbory, novogotický z roku 1875, postaven jako součást místních železáren. V tomto již odsvěceném kostele, jako jednom z mála, město Štěpánov nabízí prostory ke svatebním a jiným obřadům.
- pravoslavný chrám sv. Prokopa Sázavského z roku 1928

Dále se zde nachází např. socha T. G. Masaryka nebo busta Antonína Švehly, součást původního sousoší z 30. let 20. století.

## Společenský život
Od roku 1882 ve městě působí Sbor dobrovolných hasičů. Nachází se zde také základna Armády ČR, která pořádá vojenská cvičení. Samospráva města od roku 2010 pravidelně vyvěšuje moravskou vlajku.

## Doprava

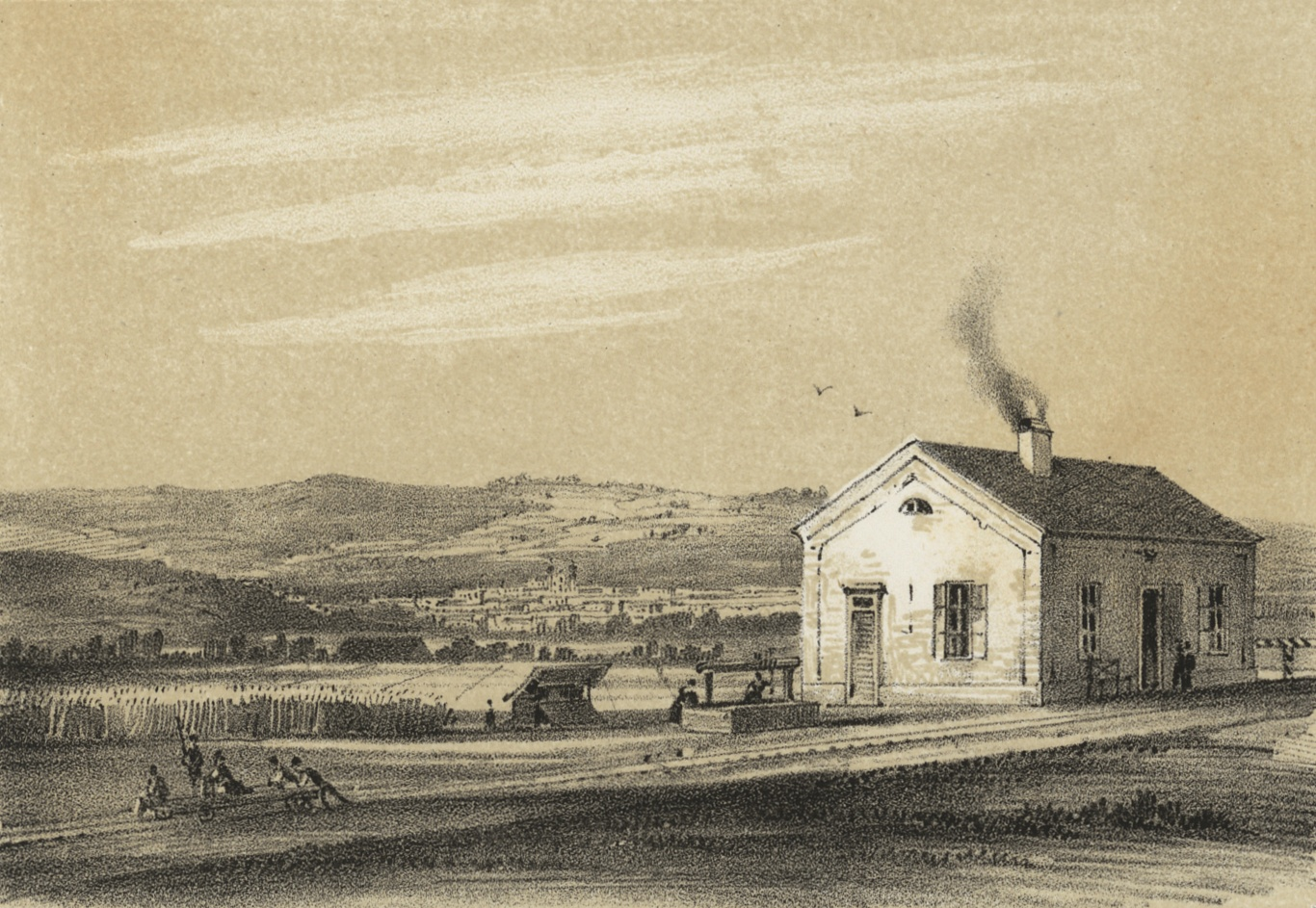
Železniční stanice Štěpánov v roce 1845. V pozadí město Šternberk.

Nejvýznamnější úlohu hraje doprava železniční. Štěpánovem prochází páteřní koridorová trať Olomouc–Praha. Osobní vlaky zastavují ve Štěpánově hodinovém taktu s výjimkou dopoledních hodin. Na vlaky jsou z 60 % nasazovány elektrické jednotky řady 640, známé jako RegioPanter. Železniční spojení je třikrát rychlejší než autobusové. Zatímco vlak trasu Štěpánov – Olomouc hlavní nádraží absolvuje za 8 minut, autobus to stihne nejdříve za 26 minut. Město je řada domů postavených kolem cesty v délce zhruba 3 kilometrů, přechody pro chodce jsou od sebe zhruba kilometr a půl. Okolo ní parkují auta. Středem města vede hlavní cesta bez retardérů či rychlostních kamer. Mezi částmi Štěpánov a Březce je cesta s rychlostí 70 kilometrů za hodinu, chodí zde lidé na cestu do školy/školky, či do práce. Není zde přechod pro chodce.[zdroj?]
V jižní části města se nachází stanice, jež byla v letech 2002–2004 kompletně rekonstruována včetně nádražní budovy. V roce 2008 byla ukončena služba výpravčího a byla uzavřena pokladna. Čekárna pro cestující vydržela v provozu až do 1. dubna 2012, kdy byla z důvodu rostoucích nákladů a nepřispívání obce Štěpánov na údržbu z rozhodnutí RSM v Olomouci uzavřena. Zanikla tím poslední služba pro cestující a nádražní budova, která je kulturní památkou a v roce 2002 byla nákladně opravena, začala opět chátrat.[zdroj?]
Ve Štěpánově jsou též provozovány tyto autobusové linky:
- 890364 Uničov - Štěpánov – Olomouc
- 891364 Uničov – Štěpánov – Olomouc
- 329 Šternberk – Lužice – Moravská Huzová – Štěpánov – Benátky

## Osobnosti
- František kardinál Tomášek (1899–1992), arcibiskup pražský a primas český. V letech 1954–1965 působil jako administrátor farnosti Moravská Huzová.
- William Baildon se zde narodil 4. prosince 1815